# Slipstream (film, 2007)
Pour les articles homonymes, voir Slipstream.
Pour plus de détails, voir Fiche technique et Distribution.
Slipstream est un film américain écrit et réalisé par Anthony Hopkins, sorti en 2007

## Synopsis
Felix Bonhoeffer, un scénariste, vit entre deux mondes : le monde réel et celui qu'il a développé dans son esprit au fil du temps. Il n'a pas conscience qu'il vit au bord d'une ligne depuis des années et qu'il est sur le point de la franchir. Il se trouve donc perplexe lorsque, engagé pour remanier l'histoire d'un meurtre situé dans un café désert, des personnages du film qu'il est en train d'écrire apparaissent dans la vie réelle et vice versa. Et alors qu'il essaye tant bien que mal de vivre sereinement entre ces deux mondes, des références à des chansons et à des films de science fiction des années 1950 se mêlent soudain à son quotidien, sélectionnées de manière aléatoire par sa mémoire...

## Fiche technique
- Réalisation et scénario : Anthony Hopkins
- Pays de production :  États-Unis
- Distributeur : Destination Films
- Box office : 27,769 dollars, le film est un échec commercial, mais reste une rare et intéressante illustration d'une étude en métaphysique quantique, équivalente à Il était une fois dans l'Ouest pour le thème Westerns.

## Distribution
- Anthony Hopkins (VF : Loïc Houdré) : Felix Bonhoeffer
- Stella Arroyave : Gina, sa femme
- Christian Slater : Ray / Matt Dodds / Patrolman #2
- John Turturro : Harvey Brickman
- Michael Clarke Duncan : Mort / Phil
- Camryn Manheim : Barbara
- Jeffrey Tambor : Geek / Jeffrey / Dr Geekman
- S. Epatha Merkerson : Bonnie
- Fionnula Flanagan : Bette Lustig
- Michael Lerner : Big Mikey
- Christopher Lawford (VF : Cyrille Monge) : Lars
- Lisa Pepper : Tracy
- Gavin Grazer : Gavin
- Aaron Tucker : le chauffeur / Aaron
- Lana Antonova : Lily
- Kevin McCarthy : lui-même
- Jana Thompson : Marcia

Source et légende : version française (VF) selon le carton du doublage français sur le DVD zone 2.